# Jadwiga Zamoyska
Jadwiga Zamoyska, z domu Działyńska (ur. 4 lipca 1831 w Warszawie, zm. 4 listopada 1923 w Kórniku) – polska działaczka społeczna, służebnica Boża Kościoła katolickiego.

## Życiorys
Była córką Tytusa Działyńskiego i Gryzeldy Celestyny z Zamoyskich. Pierwsze lata życia spędziła w galicyjskich Oleszycach; od 1838 przebywała w odzyskanym przez ojca Kórniku. Kształciła się w domu pod kierunkiem prywatnych nauczycielek, Wandy Żmichowskiej i Angielki Anny Birt; w 1852 wyszła za mąż (po otrzymaniu dyspensy papieskiej) za brata swojej matki, generała Władysława Zamoyskiego, polityka konserwatywnego związanego z Hotelem Lambert. Przeniosła się do Paryża, towarzyszyła mężowi w podróżach politycznych, m.in. do Turcji i Wielkiej Brytanii. Pozostała we Francji po śmierci męża (1868); zbliżyła się do zakonu oratorian i pod wpływem ich idei tworzenia stowarzyszeń religijnych bez obowiązkowych ślubów zakonnych postanowiła założyć „szkołę życia chrześcijańskiego”.
Swoją ideę mogła zrealizować po śmierci brata Jana Działyńskiego i przejęciu dóbr kórnickich przez jej syna Władysława Zamoyskiego. W 1881 powróciła do Kórnika i w następnym roku założyła Szkołę Domowej Pracy Kobiet. W 1885, objęta tzw. ustawami bismarckowskimi, została wydalona z Prus jako obywatelka Francji. Przeniosła wówczas szkołę do Lubowli na Spiszu, potem do Kalwarii Zebrzydowskiej, a w 1891 do zakopiańskich Kuźnic, które jej syn nabył w 1889 na licytacji.
Szkoła Jadwigi Zamoyskiej zyskała poparcie władz kościelnych oraz duże zainteresowanie w społeczeństwie. Program nauczania obejmował przede wszystkim wychowanie religijne i zajęcia praktyczne z szycia, haftu i gotowania, ale także zajęcia z rysunków, literatury, geografii, historii Polski oraz naukę śpiewu. Zamoyska publikowała dzieła o tematyce religijno-wychowawczej, m.in. O wychowaniu (1903), przygotowała także do druku pamiętniki męża Jenerał Zamoyski (ukazały się w sześciu tomach nakładem Biblioteki Kórnickiej w latach 1910–1930). Wiele czasu spędzała w Paryżu, w 1919 wizytowała szkołę w Zakopanem. Ostatnie lata życia spędziła wraz z synem w Kórniku, tam zmarła i została pochowana.
Z małżeństwa z Władysławem Zamoyskim oprócz syna Władysława miała także syna Witolda (1855–1874) i dwie córki: przedwcześnie zmarłą w Anglii Marię (1857–1858) i drugą także Marię (1860–1937).

## Proces beatyfikacyjny
W dwudziestoleciu międzywojennym rozprowadzano obrazki z wizerunkiem Jadwigi Zamoyskiej oraz modlitwą za jej wstawiennictwem wydane za zgodą kurii arcybiskupiej w Poznaniu. Sprawę starań o jej beatyfikację propagowało Stowarzyszenie Matki Bożej Dobrej Rady w Kuźnicach. 27 listopada 2012 Kuria Metropolitalna w Poznaniu oficjalnie wszczęła proces beatyfikacyjny Jadwigi Zamoyskiej. Odtąd przysługuje jej tytuł Służebnicy Bożej.

## Odznaczenie
- Krzyż Oficerski Orderu Odrodzenia Polski (13 lipca 1921) „za zasługi, położone dla Rzeczypospolitej Polskiej na polu działalności wychowawczej i filantropijnej”[6] – odznaczona Orderem Odrodzenia Polski jako jedna z pierwszych 15 osób[7][8].

## Upamiętnienie
- Uchwałą Sejmu RP IX kadencji z 22 lipca 2022 zdecydowano o ustanowieniu roku 2023 Rokiem Jadwigi z Działyńskich Zamoyskiej[9][10]. Patronce roku 2023 poświęcono wydanie specjalne „Kroniki Sejmowej”[11].
- Poczta Polska wyemitowała 4 lipca 2023 roku znaczek pocztowy o nominale 3,90 zł przedstawiający Jadwigę Zamoyską. Autorem projektu znaczka był Paweł Myszka. Znaczek wydano techniką rotograwiury na papierze fluorescencyjnym[12].